# 英仕曼亚洲文学奖
英仕曼亚洲文学奖（Man Asian Literary Prize），常称为曼亚洲文学奖、曼氏亚洲文学奖，于2007年设立，每年颁奖一次，颁奖对象为未以英文出版过的亚洲小说。2010年开始，颁奖将对象改为授予颁奖前一年以英文出版的亚洲小说。获奖者可获得30,000美元奖金，译者（如果有）可获5,000美元。
英仕曼集团赞助并冠名该奖。该集团还为包括布克奖（Man Booker Prize）在内的另一些文学奖项提供了赞助。
2012年以後英仕曼集團收回贊助，使本獎無限期停辦迄今。

## 发展历程
该奖设立于2007年，在初起的三年里，只授予在递交申请时尚未以英文出版的亚洲小说，得奖者可获得10,000美元（作者）/3,000美元（译者）。申请由作者递交。由于该评选方法在找寻有天赋，但尚未有作品出版作家方面存在种种困难，因此于2010年做出改变。 在新规则下，入围的作品都已在文学界、媒体和公众中崭露头角。该奖旨在通过评选出的亚洲作家英文作品来极大地提高亚洲文学的国际赏识与影响力。

## 颁奖对象
颁奖对象仅限于以下27个亚洲国家或地区的作家：阿富汗、孟加拉国、不丹、柬埔寨、东帝汶、印度、印度尼西亚、日本、老挝、马来西亚、蒙古、缅甸、尼泊尔、朝鲜、巴基斯坦、巴布亚新几内亚、菲律宾、新加坡、韩国、斯里兰卡、泰国、台湾、香港、澳门、马尔代夫、中国大陆、越南。

## 颁奖周期
自每年5月开始开放申请，8月31日截止。12月从参选作品中选出入围作品，次年2月公布第二轮选拔结果，并于3月选出得奖作品。

## 获奖情况
| 年度 | 作者                           | 著作                                  | 國籍           |
| ---- | ------------------------------ | ------------------------------------- | -------------- |
| 2007 | 姜戎                           | 狼图腾（Wolf Totem）                  | 中华人民共和国 |
| 2008 | 米盖尔·西乔科（Miguel Syjuco） | 显赫者（Ilustrado）                   | 菲律賓         |
| 2009 | 苏童                           | 河岸（The Boat to Redemption）        | 中华人民共和国 |
| 2010 | 毕飞宇                         | 玉米（Three Sisters）                 | 中华人民共和国 |
| 2011 | 申京淑                         | 請照顧我媽媽(Please Look After Mom)   |                |
| 2012 | 陳團英                         | 夕霧花園(The Garden of Evening Mists) | 马来西亚       |